# 배진수 (1999년)
배진수(1999년 10월 16일 ~ )는 대한민국의 축구 선수로, 포지션은 미드필더이다.